# Carex walasii
Carex walasii là một loài thực vật có hoa trong họ Cói. Loài này được Ceyn.-Gield mô tả khoa học đầu tiên năm 1993.